# Joris Karl Huysmans
Joris Karl Huysmans [ʃaʁl maʁi ʒɔʁʒ ɥismɑ̃s] (5. února 1848 Paříž – 12. května 1907 Paříž) byl francouzský spisovatel, literární a výtvarný kritik vlámského původu.

## Život
Narodil se 5. února 1848 jako Charles Marie Georges Huysmans v rodině litografa vlámského původu. Po skončení středoškolských studií začal pracovat na ministerstvu vnitra. Ministerským úředníkem byl až do svých padesáti let. V roce 1874 vydal první sbírku básní v próze, v roce 1876 první román. Nejprve psal ve stylu naturalismu, byl velkým obdivovatelem Emila Zoly. Od roku 1876 psal též výtvarné a literární kritiky. Osobní krizi po vydání románu Naruby řešil konverzí ke katolicismu, uchýlil se krátce do trapistického kláštera v Igny. V roce 1898 opustil práci na ministerstvu a odešel do benediktinského kláštera v Ligugé. Roku 1901 byl klášter přemístěn do Belgie a Huysmans se vrátil do Paříže. Zde byl jedním ze zakládajících členů Académie Goncourt. Dne 12. května 1907 zemřel na rakovinu.

## Dílo

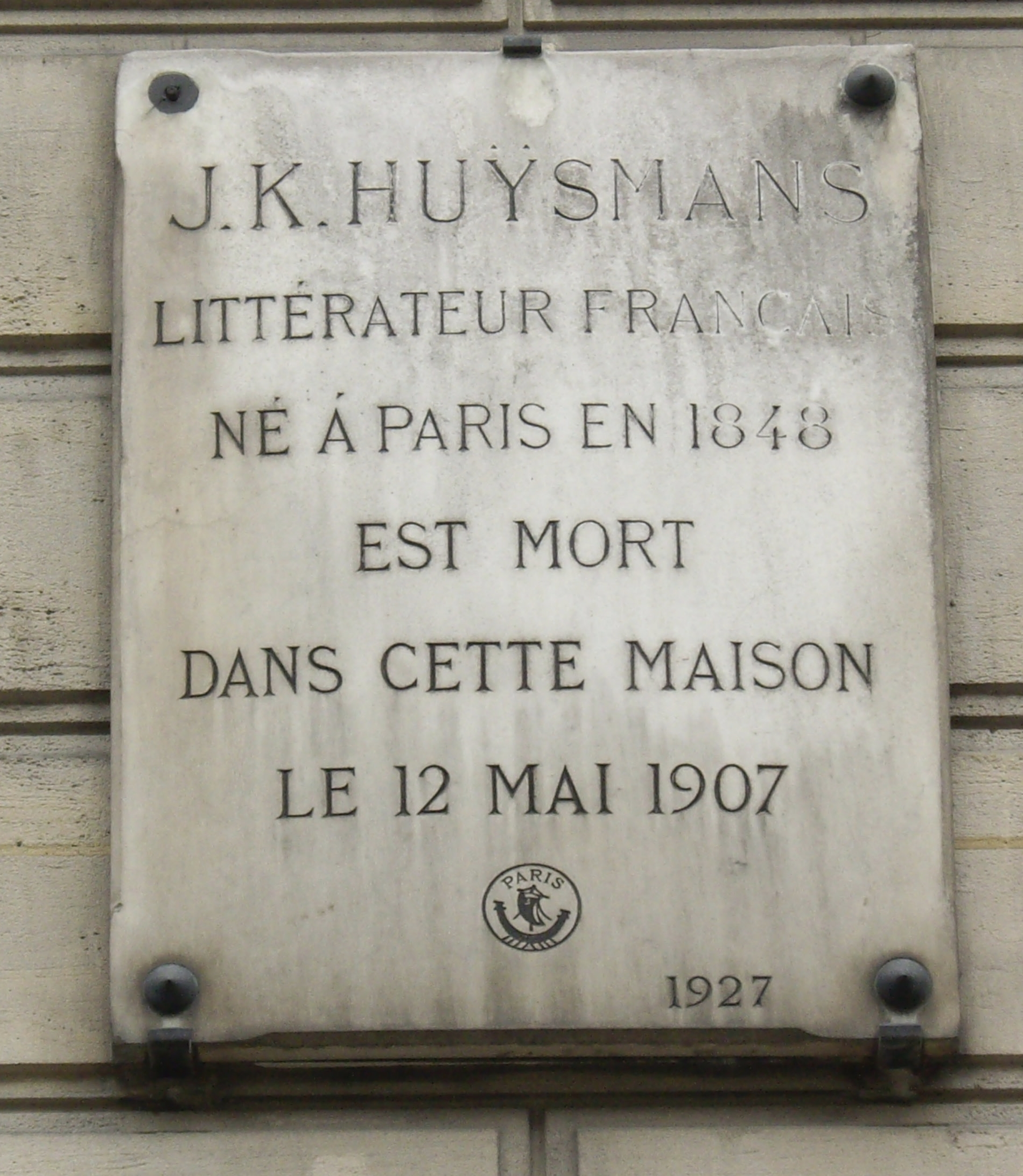
Jeho pamětní deska v Paříži (31 de la rue Saint-Placide, Paris 6^{e})

- Kořenka (Drageoir aux épices, 1874) – sbírka básní v próze ovlivněná Aloysiem Bertrandem, Baudelairem a Villonem
- Pařížské črty (Croquis Parisiens, 1880)
- Marta (Marthe, 1876) – první román; český překlad: L. Holdanová 1919
- Sestry Vatardovy (Les soeurs Vatard, 1879) – román
- povídka S tornou na zádech (Sac au doc, 1880) v kolektivní publikaci skupiny naturalistických spisovatelů Večery médanské (Soirées de Médan)
- Soužití (En Ménage, 1881) – román
- Po proudu (A vau l’eau, 1882) – román
- Naruby (À rebours, 1884) – román; české překlady: Arnošt Procházka, 1905, Jiří Pechar, 1979
- Tam dole (Là-bas, 1891) – román; české překlady: Otakar Levý, 1919 (dostupné online na webu Městské knihovny v Praze), Michal Novotný, 1997
- Na cestě (En route 1895)
- Katedrála (La Cathédrale, 1898), český překlad: B. Stefanová, 1912
- V klášteře (Oblat, 1903)
- Tři primitivové (Trois Primitifs, 1905)
- Čtvrť Notre Dame (Le Quartier Notre-Dame, 1905)
- Davy z Lurd (Les foules de Lourdes; 1906)
- Tři chrámy a tři primitivové (Trois Églises et trois Primitifs; 1908)

Titulní strany prvních českých vydání
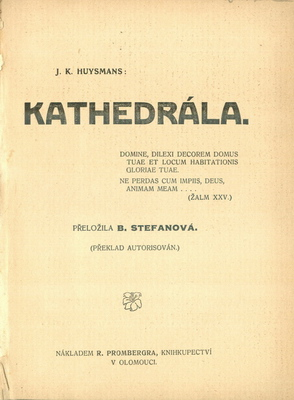
Kathedrála, vydal R. Promberger, Olomouc, 1912
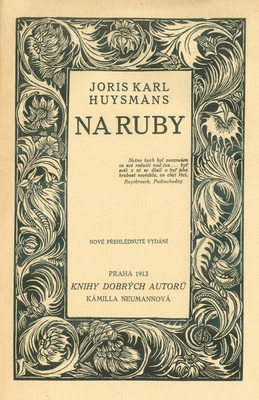
Na ruby, vydala Kamilla Neumannová, Praha 1913
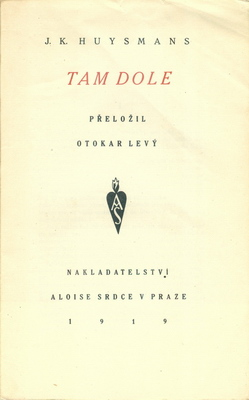
Tam dole, vydal A. Srdce, Praha 1919